# Cophyla occultans
Cophyla occultans (Glaw & Vences, 1992) è una rana della famiglia Mantellidae, endemica del Madagascar.

## Descrizione
È una rana di piccole dimensioni (19–21 mm), con una livrea uniformemente grigio-bruna sulle parti dorsali, talora con una macchia grigio scura a forma di clessidra o triangolare, generalmente biancastra in quelle ventrali, talora con una pigmentazione nera sulla gola.

## Biologia
È una specie arboricola.
Lo sviluppo dei girini avviene nei fitotelmi che si formano nelle cavità degli alberi.

## Distribuzione e habitat
Gli esatti confini dell'areale di questa specie non sono ancora noti: è stata rinvenuta sull'isola di Nosy Be, sul versante nord-occidentale del Madagascar, e a Sambava, Marojejy e Anjanaharibe Sud sul versante nord-orientale. Il suo range altitudinale va dal livello del mare a 1.200 m.
Il suo habitat tipico è la foresta pluviale ma lo si può osservare anche nelle boscaglie di bambù e nei pressi delle piantagioni di caffè.

## Conservazione
La specie è protetta all'interno del parco nazionale di Marojejy, della riserva speciale di Anjanaharibe Sud e della riserva naturale integrale di Lokobe.